# 児島稔
児島 稔（こじま みのる、安政2年6月20日（1855年8月2日） - 1921年（大正10年）9月17日）は高知県の自由民権運動家。南嶽社、嶽洋社員、『高知新聞』客員、高松文武講習所主幹。酒屋会議、5円紙幣偽造事件に関与し、2度入獄した。

## 生涯

### 生い立ち
安政2年（1855年）6月20日土佐国吾川郡名野川村（高知県吾川郡仁淀川町名野川）に土佐藩士大野（大伴）大作の長男または次男として生まれ、土佐郡小高坂村（高知市小高坂越前町）に移った。幼名は鶴五郎。漢字の変更（読みは同じ）含め、生涯で6度名を変えた。
明治4年（1871年）頃県御雇教師ハロルド・E・レーネルに英語を学んだ。明治5年（1872年）以前小島喜左衛門の養子となり、築屋敷に移った。
上京して司法省明法寮に入学し、中退して三菱会社に入ったともされるが、疑わしい。

### 政治活動
在京中征韓論や自由民権運動に共鳴し、1874年（明治7年）板垣退助が愛国公党を結成して帰郷すると、これを追って帰郷し、地方政社南嶽社結成に参加した。1878年（明治11年）9月愛国公党再興大会に出席し、12月南洋社と合併して嶽洋社となってからも社を主導し、1880年（明治13年）国会期成同盟の国会開設請願書に署名し、立志社の私擬憲法審議に参加した。
同年坂本南海男と「島坂稔男」の変名で土佐郡上街町会規則に婦人参政権を盛り込む運動を行い、実現した。1881年（明治14年）8月『高知新聞』客員となった。
1881年（明治14年）10月東京で自由党創立大会に参加した。植木枝盛と共に酒税軽減運動を行い、酒屋会議開催を呼びかける檄文を配布したところ、12月3日新律綱領不応為条により禁獄30日、士族除籍を言い渡され、入獄した。
1883年（明治16年）春片岡健吉・伊藤常二と中国地方を遊説した後、高松文武講習所主幹となった。

### 紙幣偽造
1883年（明治16年）朝鮮開化派の支援運動に参加し、1885年（明治18年）11月発覚した大阪事件では紙幣偽造計画に関わったとされるが、逮捕されるには至らず、直接関与したかどうか不明。
1886年（明治19年）11月政治体制変革を志し、大阪市東区平野町二丁目借屋で速見市次郎等と5円紙幣偽造を試みたが、上手く造れず断念した。
1888年（明治21年）1月大阪苦楽部創立に参加し、『東雲新聞』を発行した。同年5月7日小島家と離縁して大伴稔となり、1890年（明治23年）3月13日分家を起こし、16日大伴直念と改名した。
その後、偽造計画は1円紙幣、山陽鉄道株券へと対象を変え、実行に移された。1890年（明治23年）７月25日事件が発覚すると、大伴直念は5円偽造予備・1円偽造予備幇助で起訴され、1894年（明治27年）3月2日5円偽造予備について重禁錮4年6月、監視1年を言い渡された。
1897年（明治30年）1月31日英照皇太后崩御の大赦で刑期を短縮され、7月2日出獄すると、8月25日大伴分家を廃し、9月13日名野川村森山の絶家大島家を継ぐ形で、22日大島更造と改名した。

### 晩年
帰郷後、『土陽新聞』にKO生（大島更造のイニシャル）の変名で「土陽新聞小歴史」を連載し、土佐史壇会でも活動したが、政治活動からは身を引き、1921年（大正10年）9月17日午前2時30分小高坂村の自宅で病没した。

## 著書
- 「土陽新聞小歴史」 - 鈴木安蔵により『自由民権運動史』として編集された[21]。
- 『無形伯』 - 板垣退助の伝記[22]。

## 家族
- 父：大野大作 – 土佐藩士。
- 母：安 - 土佐藩士森岡俊三郎姉[2]。
- 姉：丑（うし） - 弘化4年（1847年）生[5]。小野八三兵衛次男禎作を婿養子に迎えた[2]。
- 妹：忠（ただ） - 安政7年（1860年）生[5]。
- 養父：小島喜左衛門
- 養母：藤 - 天保5年（1834年）10月8日生。土佐藩士島田孫四郎長女[5]。
- 先妻：寅 - 万延元年（1860年）７月17日生。小島喜左衛門長女[23]。1888年（明治21年）5月7日離縁した[12]。
- 後妻：留以 - 和歌山市南汀丁湯川佐平長女。1897年（明治30年）12月16日結婚したが、1904年（明治37年）8月6日協議離婚した[24]。
- 養女：鶴井 - 坂本南海男義妹・妻[25]。